# Мизурина
Мизурина (итал. Misurina) је насеље у Италији у округу Белуно, региону Венето.
Према процени из 2011. у насељу је живело 61 становника. Насеље се налази на надморској висини од 1749 м.